# サンタニェス (アルプ＝マリティーム県)
サンタニェス （Sainte-Agnès、ヴィヴァロアルパン語:Sant Anh）は、フランス、プロヴァンス＝アルプ＝コート・ダジュール地域圏、アルプ＝マリティーム県のコミューン。
標高約800mのサンタニェスは、ヨーロッパで最も標高の高い場所にある海岸沿いの自治体となっている。フランスの最も美しい村に登録されている。

## 地理
村は3つの異なる地理上の区分からなっている。11世紀以来の村、村へ入る道路とのアクセスがあるヴァレ、南東のマントンと接するカブロルである。

## 歴史
言い伝えによれば、旅の途中のイタリアの姫君アニェスは激しい嵐を避けて、村の洞窟で一夜を過ごしたという。
標高800mの岩山に腰掛けたかたちのサンタニェスは、1180年から城を持っている。1993年の発掘調査で、塔の基礎は10世紀末から11世紀初めに遡ることがわかった。サンタニェス住民は隣村のペイユに対する抵抗を奨励し、ルイ14世が任命した知事シュヴァリエ・ド・ラ・ファールは、サンタニェスの城の破壊を命じた。しかしこの破壊は城の全体には及ばず、要塞として1744年から1749年のオーストリア継承戦争で大きな役割を果たした。
また、サンタニェスの地はヴァンティミーユ伯、オートヴィル家、カンディー家、プロヴァンス伯、サヴォワ家、グリマルディ家らの垂涎の的だった。長らくサルデーニャ王国に属していたサンタニェスだが、1860年にフランスへ割譲された。
1932年、マジノ線の防衛設備としてサンタニェス要塞をつくるべく、岩をくり抜くかたちで工事が始まった。恐るべき大砲が設置された。マジノ線最後の環として、サンタニェス要塞はイタリア軍の駐留を許さなかった。

## 人口統計
| 1962年 | 1968年 | 1975年 | 1982年 | 1990年 | 1999年 | 2006年 |
| ------ | ------ | ------ | ------ | ------ | ------ | ------ |
| 296    | 304    | 361    | 455    | 944    | 1094   | 1179   |

## ギャラリー

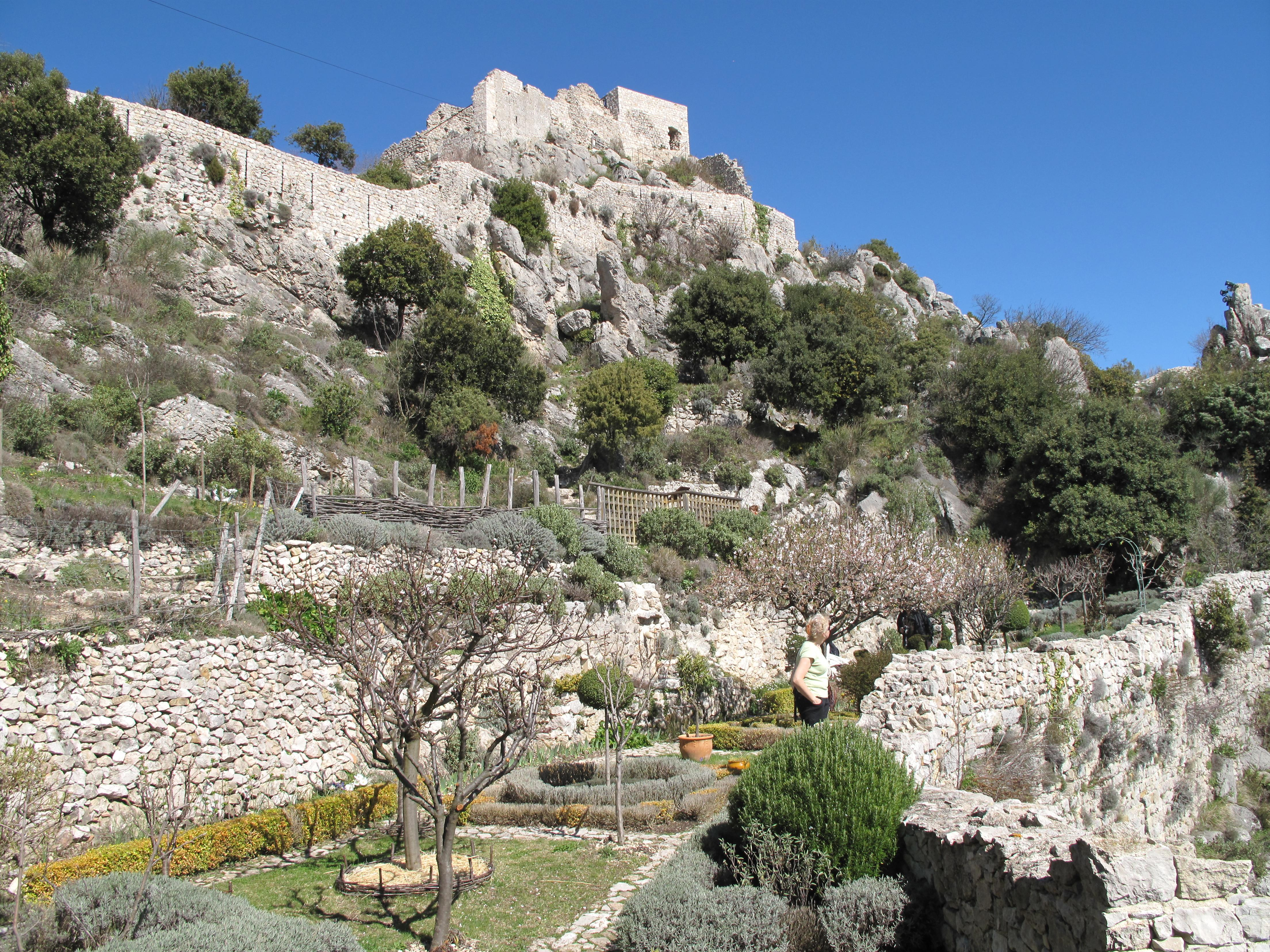
サンタニェス城
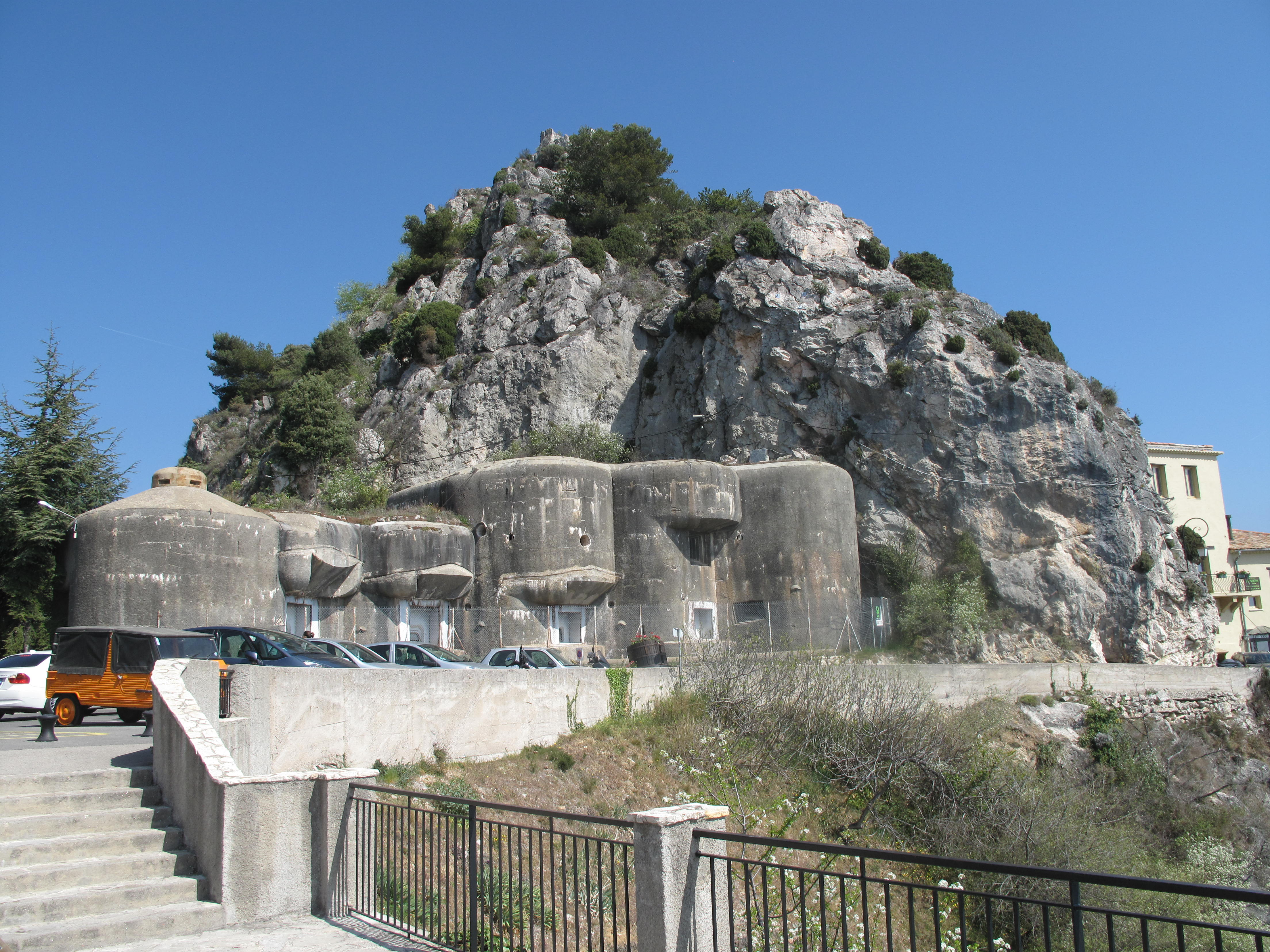
サンタニェス要塞
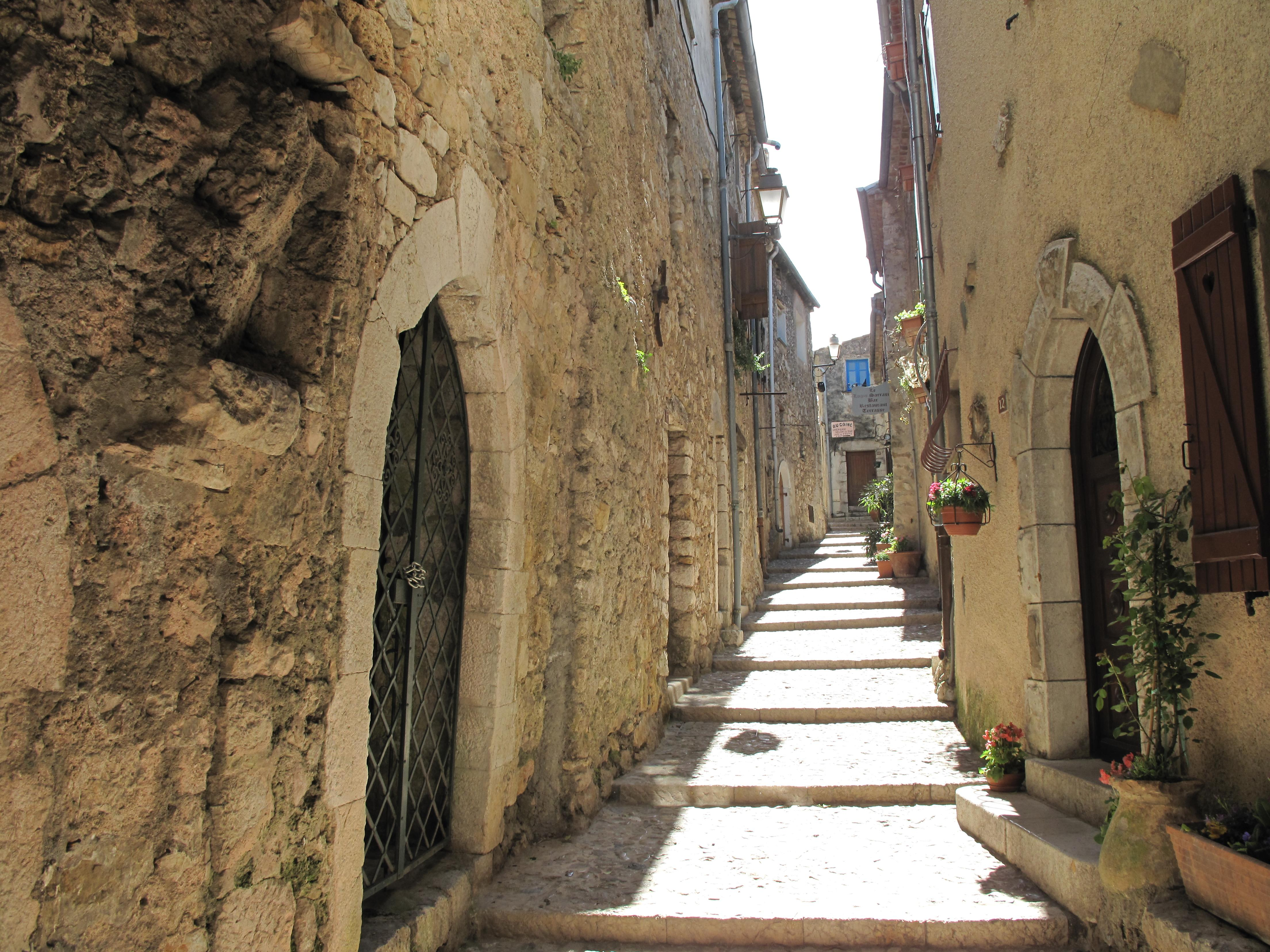
通り
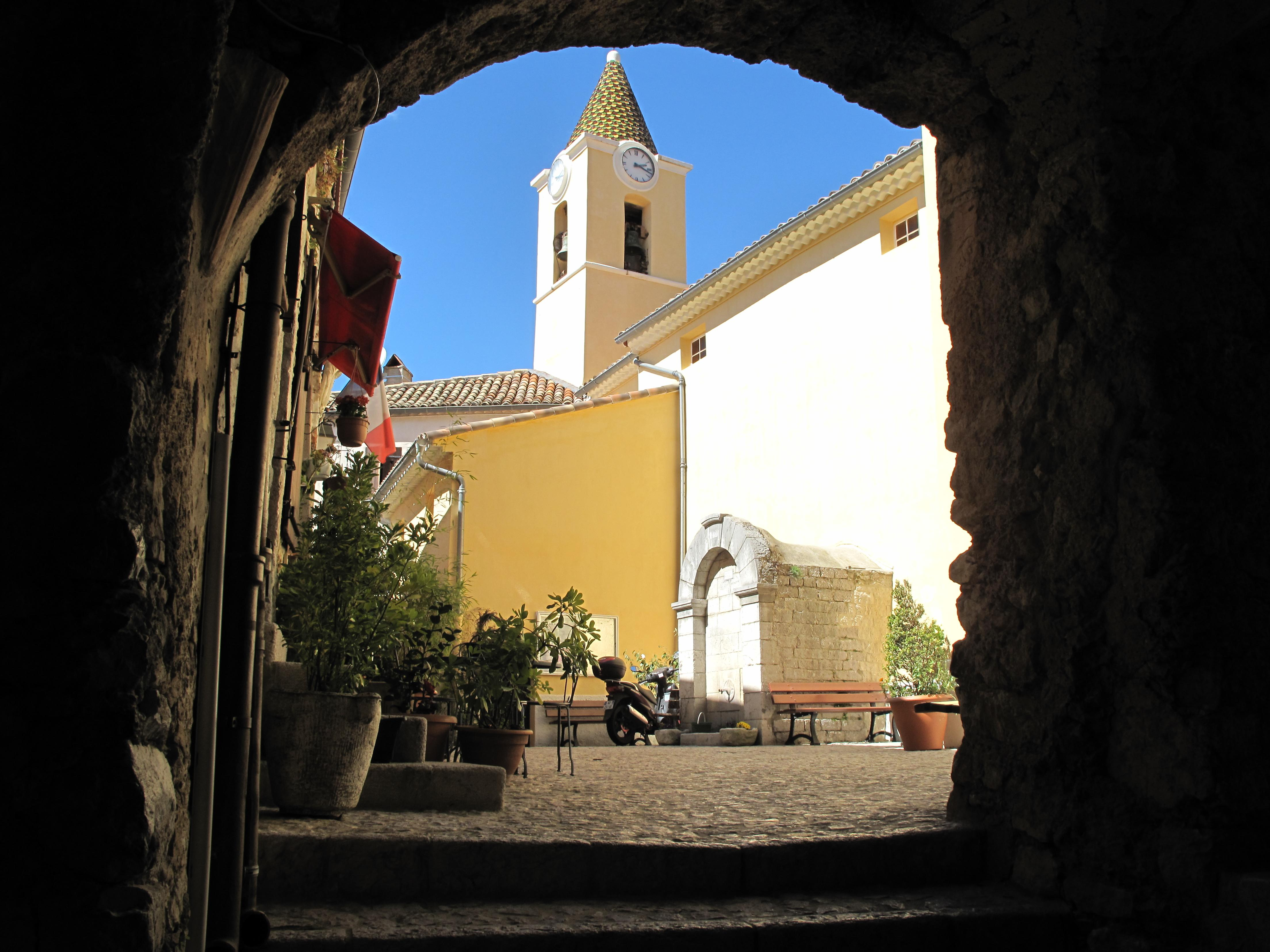
ノートルダム・デ・ネージュ教会